# Талды (Жетысуская область)
Талды (каз. Талды, до 2024 г. — Лесновка) — село в Панфиловском районе Жетысуской области Казахстана. Административный центр Талдинского сельского округа. Код КАТО — 195649100.

## География
Село расположено на левом берегу реки Усек примерно в 16 км к северо-западу от города Жаркент.

## Население
В 1999 году население села составляло 1962 человека (1008 мужчин и 954 женщины). По данным переписи 2009 года, в селе проживали 2063 человека (1041 мужчина и 1022 женщины).